# Dariusz Wójcik
Dariusz Aleksander Wójcik (* 9. April 1961 in Chełm) ist ein polnischer Politiker (KPN, AWS, PPChD) und war von 1991 bis 1993 Vizemarschall des Sejm, dem er in der I., II. und III. Wahlperiode angehört hatte.

## Leben und Beruf
Nach dem Abitur studierte Wójcik 1980/81 an der Technischen Universität Lublin und 1983 bis 1990 an der Katholischen Universität Lublin.

## Politik
In der Zeit der Volksrepublik gehörte Wójcik 1980 zu den Gründern des regimekritischen Unabhängigen Studentenverbandes NZS. Bei Ausrufung des Kriegsrechts am 13. Dezember 1981 war er Vorsitzender des Komitees der „Akcji Czynnego Oporu“. Er half den Familien internierter Menschen. 1982 trat er der damals noch illegalen Konfederacja Polski Niepodległej bei. Ab 1984 veröffentlichte er Beiträge in deren Untergrundzeitschriften. 1986 wurde er gemeinsam mit anderen KPN-Aktivisten wie Leszek Moczulski, Krzysztof Król, Andrzej Szomański und Adam Słomka verhaftet und ein Prozess geführt („Zweiter KPN-Prozess“), der in einem Schuldspruch und zweijähriger Freiheitsstrafe für Wójcik endete. Bereits im September 1986 wurde er amnestiert und freigelassen. Anschließend reaktivierte er 1987 die Strukturen des NZS an der Katholischen Universität Lublin und war am 11. November 1987 Mitorganisator einer Demonstration in Lublin.
Bei den Wahlen zum Vertragssejm 1989 war er Kandidat der KPN in Lublin, wurde aber nicht gewählt. Anfang der 1990er Jahre war er für die KPN stellvertretender Vorsitzender des Stadtrates von Lublin. Bei der Parlamentswahl 1991 wurde Wójcik für die KPN in den Sejm gewählt, wo er das Amt eines Vizemarschalls ausübte. 1993 wurde er erneut für die KPN in den Sejm gewählt. 1997 beteiligte sich die KPN am Wahlbündnis Akcja Wyborcza Solidarność, auf dessen Liste Wójcik zum dritten Mal in das Parlament gewählt wurde. Von 1998 bis 2002 war er zudem Mitglied des Woiwodschaftssejmiks der Woiwodschaft Lublin. 1999 trat er der Porozumienie Polskich Chrześcijańskich Demokratów bei, für die er bei der Parlamentswahl 2001 erneut auf der AWS-Liste kandidierte. Da die AWS an der 8-%-Sperrklausel für Wahlbündnisse scheiterte, schied er aus dem Sejm aus. Anschließend kehrte er zur KPN zurück. 2006 gründete er ein das lokale Wahlkomitee „Stowarzyszenia Idziemy Razem - Lubelska Cenrtoprawica“, mit dem er erfolglos für den Lubliner Stadtrat kandidierte. Im Sejmwahlkampf 2011 war er örtlicher Wahlkampfleiter der Polska Jest Najważniejsza, die in Lublin von der KPN unterstützt wurde. Im Januar 2012 wurde er in den politischen Rat der KPN gewählt. Im Januar 2014 wurde er Bevollmächtigter von Polska Razem für den Powiat Lubelski.

## Ehrungen
- 2009 Offizierskreuz des Ordens Polonia Restituta[9]
- 2024 Krzyż Wolności i Solidarności[10]